# 小林市立野尻小学校
小林市立野尻小学校（こばやししりつ のじりしょうがっこう）は、宮崎県小林市野尻町東麓にある公立小学校。

## 概要
歴史
1872年（明治5年）創立。現校名となったのは2010年（平成22年）。2022年（令和4年）に創立150周年を迎えた。
校章
桜の花弁を背景にして、中央に校名の頭文字である「野」の文字を配している。
校歌
1954年（昭和29年）制定。作詞は安庭貞士、作曲は園山民平による。歌詞は3番まであり、各番に校名の「野尻小学校」が登場する。
通学区域
「野尻3区、野尻4区、内山区」。中学校区は小林市立野尻中学校。

## 沿革
- 1872年（明治5年）5月5日 - 野尻村大字東麓に「野尻小学校」が創立。
- 1877年（明治10年）10月 - 西南の役のため一時休校となる。
- 1893年（明治26年）5月15日 - 野尻村大字東麓25番地に校舎を新築の上、移転を完了。
- 1886年（明治19年）- 小学校令施行により、「簡易野尻小学校」に改称。栗須小学校を統合の上、「栗須分校」とする。
- 1887年（明治20年）- 栗須分校が分離の上、簡易栗須小学校として独立。
- 1889年（明治22年）5月1日 - 町村制施行により、西諸県郡3村（紙屋・東麓・三ヶ野山）が合併の上、「野尻村」が発足。
- 1890年（明治23年）- 尋常科（4年制）を設置の上、「尋常野尻小学校」に改称。
- 1892年（明治25年）- 「野尻尋常小学校」に改称。
- 実施時期不詳 - 高等科を併置の上、「野尻尋常高等小学校」に改称。
- 1893年（明治26年）- 現在地に移転を完了。
- 1908年（明治41年）4月 - 改正小学校令により、尋常科（義務教育年限）が4年制から6年制に改められる。
- 1911年（明治44年）- 2教室を増築。
- 1915年（大正4年）- 4教室を増築。
- 1929年（昭和4年）- 校地を拡張。3教室を増築。
- 1941年（昭和16年）4月1日 - 国民学校令施行により、「野尻村野尻国民学校」に改称。尋常科を初等科に改める。
- 1946年（昭和21年）4月 - 沖縄疎開児童室舎として、校舎を増築。
- 1947年（昭和22年）- 学制改革が行われる（六・三制の実施）。
  - 4月1日 - 国民学校の初等科は、新制小学校「野尻村立野尻小学校」に改組・改称。
  - 5月8日 - 国民学校の高等科は、青年学校普通科とともに、新制中学校「野尻村立野尻中学校」に改組・改称。なお、新制中学校の統合校舎が完成するまでの間、野尻小学校でも中学校の授業が行われた。
- 1952年（昭和27年）4月 - 2教室を改修。
- 1954年（昭和29年）9月5日 - 校旗と校歌を制定。
- 1955年（昭和30年）2月11日 - 2村（野尻・紙屋）合併により「野尻町」が発足。「野尻町立野尻小学校」に改称。
- 1956年（昭和31年）5月 - 図書館が完成。3教室を増築。
- 1957年（昭和32年）5月 - 2教室を増築。
- 1958年（昭和33年）
  - 5月5日 - プールが完成。
  - 9月 - 運動場を拡張。
- 1959年（昭和34年）11月 - 完全給食を開始。
- 1962年（昭和37年）8月 - 正門を移転。
- 1963年（昭和38年） - 体育館が完成。
- 1972年（昭和47年）5月5日 - 創立100周年記念式典を挙行。
- 1977年（昭和52年）5月 - 運動場全面を芝生化する。
- 1978年（昭和53年）
  - 3月 - 新校舎（普通教室8）が完成。
  - 7月 - 小プールが完成。
- 1979年（昭和54年）1月 - 新校門が完成。
- 1987年（昭和62年）3月 - 特別教室が完成。
- 1988年（昭和63年）5月 - プールを改修。
- 1993年（平成5年）11月 - モミノキを学校の木に、ポーチュラカを学校の花に制定。
- 1999年（平成11年）3月 - 新体育館が完成。
- 2002年（平成14年）10月 - 管理棟の上棟式を挙行。
- 2003年（平成15年）6月 - 新プールが完成。
- 2004年（平成16年）1月 - 運動場を整備。
- 2010年（平成22年）
  - 3月23日 - 野尻町が小林市と合併し、「小林市立野尻小学校」（現校名）と改称。
  - 4月1日 - 休校となった小林市立内山小学校[2]から児童が転入。
- 2011年（平成23年）4月1日 - 野尻中学校・栗須小学校との小中一貫教育を本格的に実施。
- 2022年（令和4年）
  - 3月 - 運動場を拡張。
  - 11月12日 - 創立150周年記念式典を挙行。

## 交通アクセス
最寄りのバス停留所
- 宮崎交通バス 「野尻校前」停留所

最寄りの幹線道路
- 国道268号（えびのスカイライン）

## 周辺
- 小林市立野尻幼稚園
- 小林市役所 野尻庁舎
- 野尻中央病院
- 野尻郵便局
- 宮崎森林管理署 野尻森林事務所
- JAみやざき野尻支店
- 光運寺